# Theodoricus (Gegenpapst)
Theodoricus OSB (auch Theoderich oder Teodorico; † 1102 in einem Kloster bei Salerno) war von 1100 bis 1102 Gegenpapst.

## Leben
Theodoricus trat in den Benediktinerorden ein und wurde Abt des Klosters Santissima Trinità in Cava dei Tirreni bei Salerno. Er findet sich als (Pseudo-)Kardinaldiakon von Santa Maria in Via Lata und ab 1095 als (Gegen-)Kardinalbischof von Albano. Auf Grund eines Fehlers in den Annales Romani wird Theoderich häufig irrtümlich als Bischof von Santa Rufina genannt. Im Jahre 1098 leitete er eine Gesandtschaft nach Deutschland. Ein von ihm und einigen kaisertreuen Kardinälen am 18. Oktober 1099 in Tivoli signiertes Diplom für den Kardinalpriester Romanus von San Ciriaco nelle Terme ist überliefert.
Nachdem der von Kaiser Heinrich IV. eingesetzte Gegenpapst Clemens III. (Wibert von Ravenna) im Jahre 1100 verstorben war, wurde von dessen Anhängern (den Wibertisten) Theoderich unter seinem Taufnamen „Theodoricus“ zum Nachfolger ernannt und in der Nacht vom 9. auf den 10. September 1100 in der Peterskirche geweiht und inthronisiert.
1101 wurde er von Papst Paschalis II. zur Flucht gezwungen, im Januar 1102 gefangen genommen und nach Rom überführt. In die Benediktinerabtei Santissima Trinità in Cava dei Tirreni verbannt, deren Abt er einst gewesen war, starb er dort als einfacher Mönch vor Jahresende 1102 und wurde auf dem Klosterfriedhof beigesetzt. Die Wibertisten wählten Bischof Albert von Sabina zum neuen Gegenpapst.